# British Olympic Association
British Olympic Association è il comitato olimpico nazionale preposto al governo e all'organizzazione dell'attività sportiva olimpica nel Regno Unito; esso sovrintende a tutta l'attività sportiva e ad esso fanno riferimento tutte le discipline sportive olimpiche praticate nel Paese nonché responsabilità della preparazione delle delegazioni britanniche ai Giochi olimpici.
Nacque il 24 maggio 1905, istituito nel corso di una seduta della Camera dei Comuni a Londra; il suo primo presidente fu il barone Desborough.
Originariamente aveva rappresentanti di nove sport, mentre nel ventunesimo secolo ogni sport olimpico ha un membro.
Sempre dal 1905 rappresenta il Regno Unito presso il Comitato Olimpico Internazionale (CIO) dal 1905. Il comitato, inoltre, fa parte dei Comitati Olimpici Europei.
Presidente del comitato è la principessa Anna, ma la direzione esecutiva è esercitata dal barone Colin Moynihan, il quale ricopre la carica di direttore; le funzioni di segretario generale sono svolte da Andrew Hunt.
La Gran Bretagna è, insieme a Francia, Italia e Svizzera, l'unico Paese ad aver partecipato a tutte le edizioni dei giochi olimpici, sia estive che invernali, convocate dal 1896.
Ha anche concorso all'organizzazione della IV Olimpiade del 1908, della XIV Olimpiade nel 1948 e della XXX Olimpiade del 2012.

## Organizzazione
- Presidente: Anna, principessa reale
- Direttore: Lord Moynihan
- Vicedirettori: Albert Woods, David Hemery
- Segretario: Andrew Hunt